# ムジヒメシャクケイ
ムジヒメシャクケイ（学名：Ortalis vetula ）は、 キジ目ホウカンチョウ科に分類される鳥類の一種である。

## 分布
アメリカテキサス州南部から、メキシコ東部、ホンジュラス、ベリーズ、コスタリカまで分布する。ホウカンチョウ科で、唯一北アメリカに生息する種である。

## 全長
全長48-58cm。

## 生態
主に熱帯雨林に生息する。
植物の葉や芽、果実や、昆虫類などを食べる。